# Raketstol

Utskjutning från en F-16 Fighting Falcon från Thunderbirds på Mountain Home Air Force Base, 14 september 2003.

Raketstol är en typ av räddningsanordning i flygplan. 
Raketstolens första steg är en eller flera krutladdningar som startar utskjutningen, det har den gemensamt med katapultstolen.
(Flera mindre laddningar gör utskjutningsförloppet "mjukare" och minskar risken för bestående kotkompressioner i ryggraden.) Steg två är en raketmotor som tänds ungefär i höjd med huv/sarg-kanten på flygplanet och ger stolen ytterligare fart och höjd.
Fördelarna jämfört med katapultstolen är att: 
- man kan skjuta ut sig i högre hastighet utan att riskera att flygplanets fena slår i stolen.
- man kan skjuta ut sig på lägre höjd och komma tillräckligt högt upp för att fallskärmen skall hinna bromsa.

På stolar med 00-prestanda (noll noll) kan man skjuta ut sig från ett stillastående plan på marken och nå tillräcklig höjd för att få en bärande skärm. Brittiska företaget Martin-Baker är ledande tillverkare och deras sitter i bland annat JAS 39 Gripen och Eurofighter Typhoon.